# Унтервальден (німецька колонія)
Унтервальден (англ. Unterwalden, нім. Unterwalden — «під лісом») — давня німецька колонія в Галичині, зараз землі колонії є частиною села Підгайчики, у Золочівському районі Львівської області. Утворена колонія у 1784 році вихідцями із Північного Пфальцу на землях ліквідованого жіночого монастиря католицького ордену св. Клари. Назва Унтервальден — німецький відповідник української назви села — Підгайчики.

## Історія

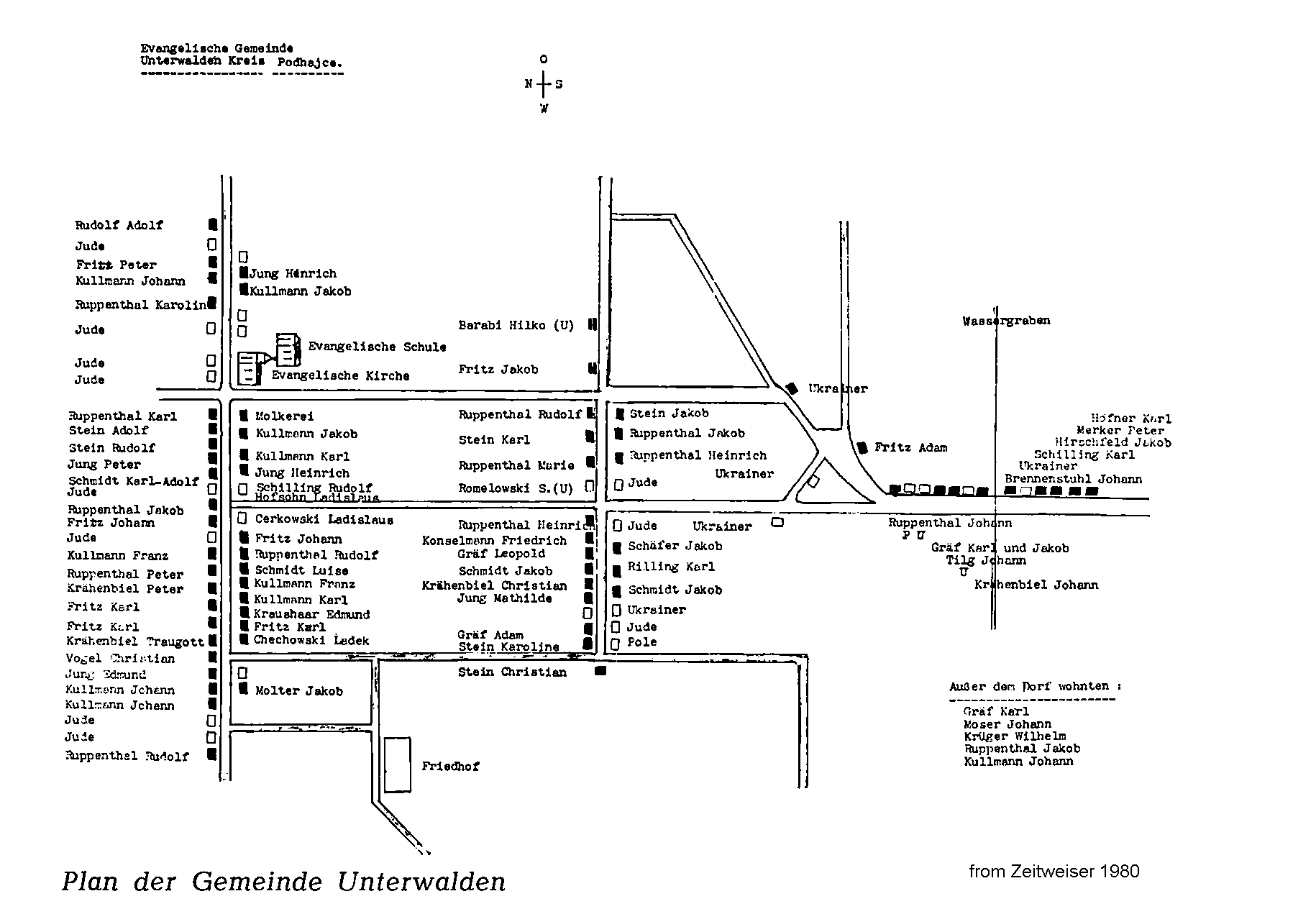
План забудови колонії Унревальден

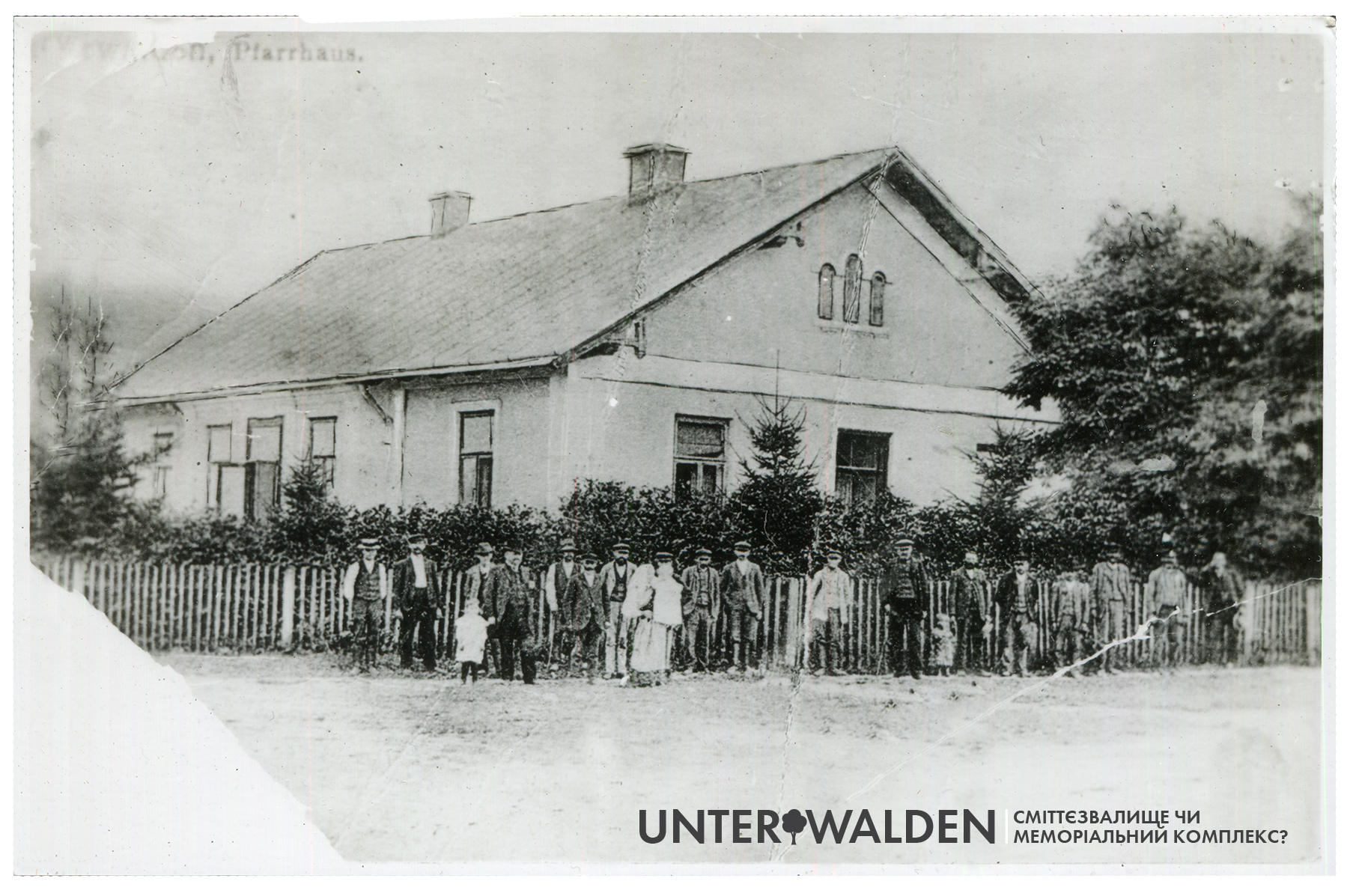
Німці з Унтервальдену біля парафіяльного будинку. Фото 1930-х років.

Німецька колонізація Галичини почалася 1783 року. Протягом наступних двадцяти років землі Східної Галичини прийняли близько 300 тисяч німецьких колоністів. У Підгайчиках оселилися 30 сімей лютеранів. Господарювали вони на землях ліквідованого незадовго до того монастиря кларисок майже до середини 20 століття.
Колонія Унтервальден заснована німцями-лютеранами з північної Швабії 1784 року. Німці активно підтримували та розвивали привезені з батьківщини традиції, релігію, освіту, навіть стиль побудови будинків відрізнявся від українського. Вони привезли також нові (не властиві українцям) способи обробітку землі.
Відомо, що 1808 року в «Унтервальдені» проживало 138 людей. Унтервальден хоч і засновувався на землях Підгайчиківського монастиря, проте одразу став окремим селом.
Дані станом на 1900 рік: Будинків — 81
Населення — 516. Чоловіків — 266, Жінок — 250.
Релігійний розподіл: Католики — 16, Греко-католики — 33, Юдеї — 63, Євангелісти — 404.
Використання мов у побуті: Німецька — 466, Українська — 31, Польська — 19.
Поголів'я тварин: Коні — 88, Велика рогата худоба — 223, Свині — 205.
Після розпаду Австо-Угорської імперії в 1919 р. Галичина увійшла до складу ЗУНР, але наступного року була загарбана Другою Річчю Посполитою. Село зберегло статус самоврядної одиниці адміністративно-територіального поділу — гміни. Однак уже 14 липня 1934 року Унтервальден увійшов до складу гміни Погорільці, яка об'єднала крім того ще й Ганачів, Ганачівку, Станимир, Лагодів та Підгайчики
Станом на 1 січня 1939 року в Унтервальдені проживало 580 осіб: 60 українців-греко-католиків, 20 українців-римокатоликів, 40 жидів та 460 німців.
У селі був жидівський магазин, відомий своїм товаром навіть у навколишніх селах. Відомо, що там продавали навіть якісне полотно.
Найбільш поширені тоді німецькі прізвища в Унтервальдені: BACHMANN, BURCKHARD, FRITZ, HEINZ, JUNG, KRAUSHAAR, KRAHENBIEL, KULLMANN, MOLTER, MULLER, RUPPENTHAL, SCHAFER, SCHILLING, SCHMIDT, STEIN, VOGEL.
Українці: РОМАЛОВСЬКІ, ГІЛЬКО.
Поляки: Черковські (CHERKOWSKI). Владислав Черковський мав двох дочок, що вийшли заміж за німців і в 1939 році виїхали з ними до Німеччини.

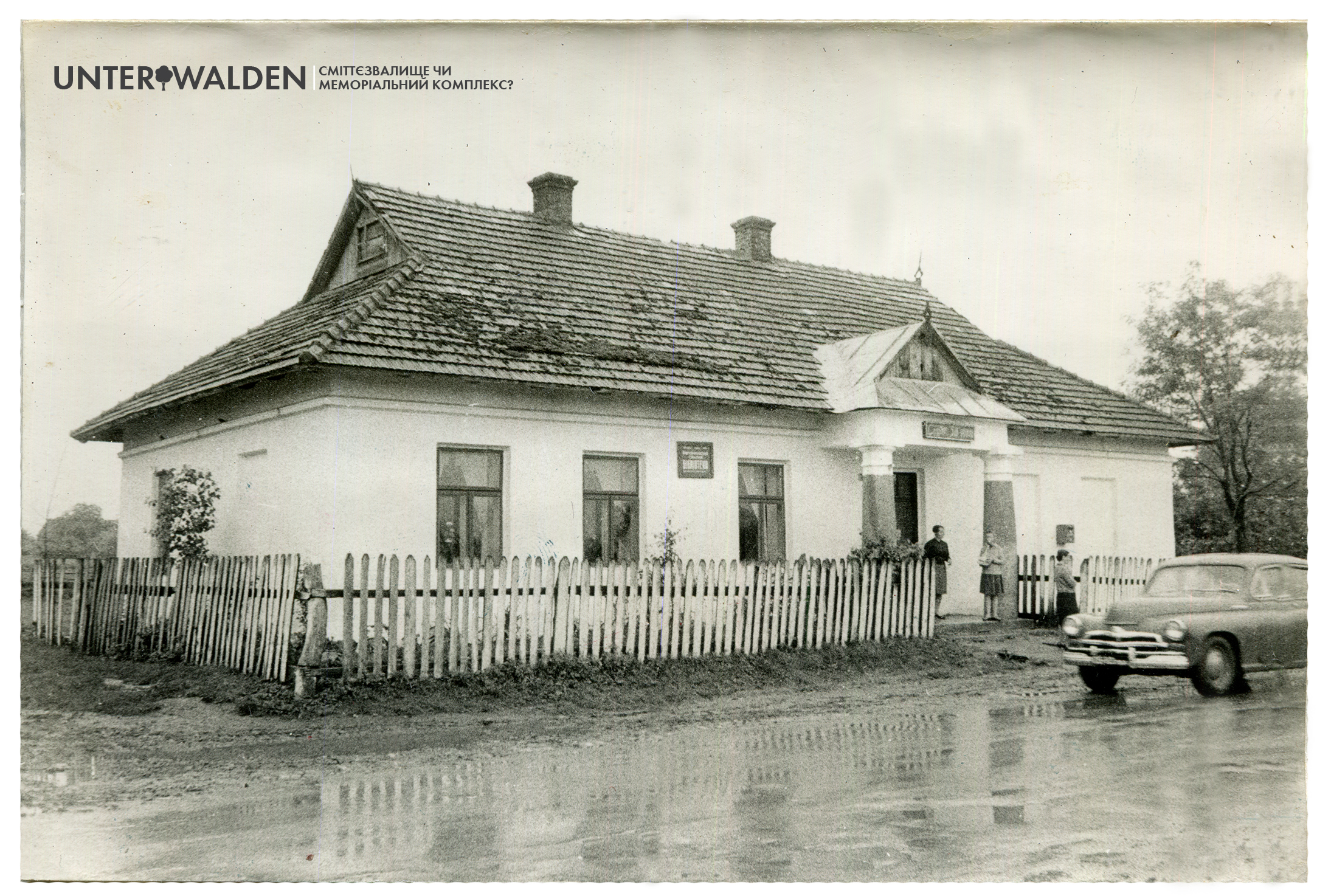
Будинок німецької молочної кооперативи в колонії Унтервальден

У 1945 році відбувся досить нелогічний територіальний поділ земель. У той час створено Косичівську сільську раду, до якої також увійшов хутір Підлісне (так з 1945 року називався Унтервальден), що територіально прилягав до села Підгайчики. Пізніше Косичівську сільську раду разом із Туркотинською та Погорілецькою було приєднано до Підгайчиківської, а хутір Підлісне став частиною села Підгайчики.

## Лютеранська кірха та школа

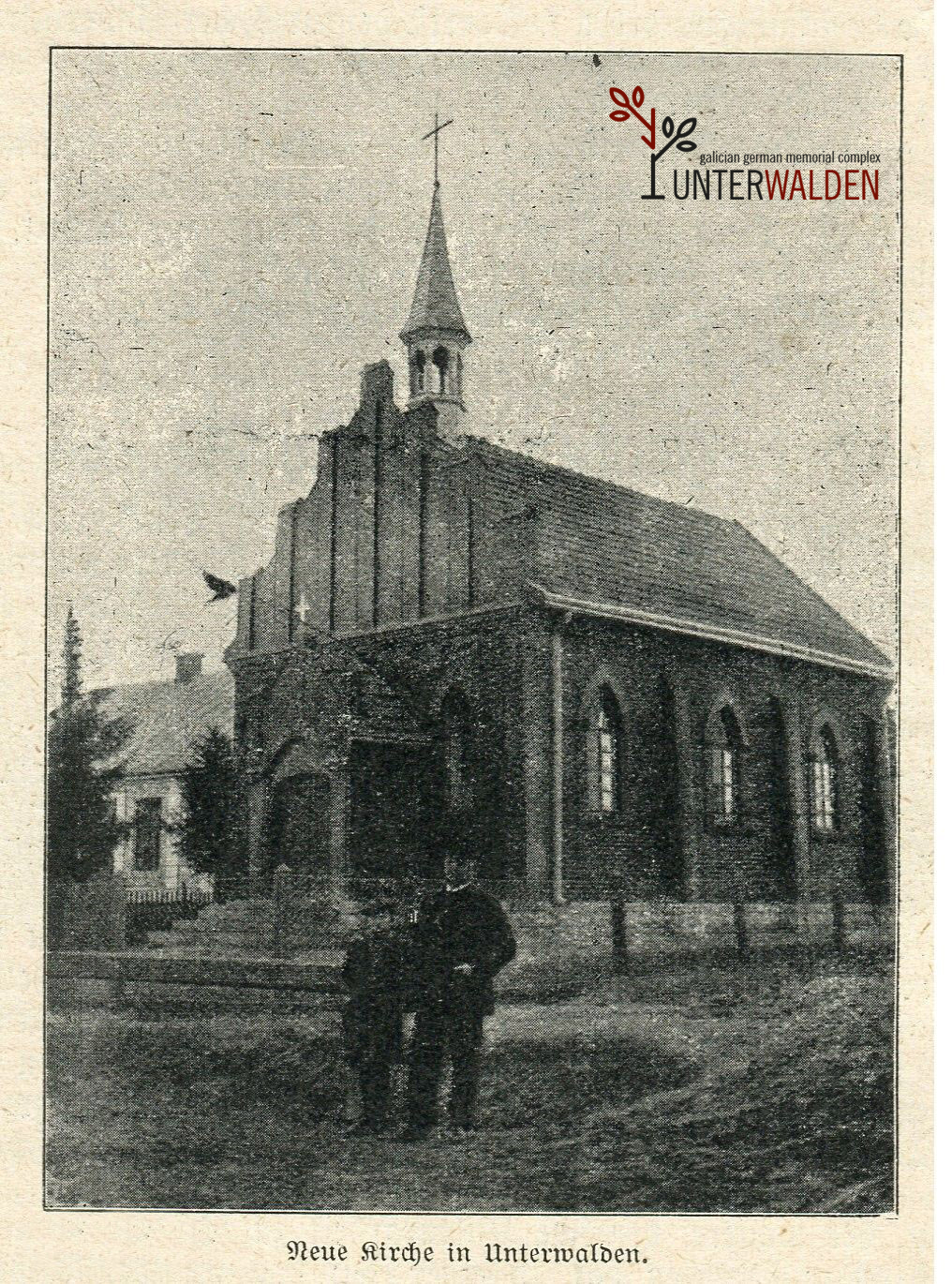
Євангелістська лютеранська кірха в Унтервальдені-Підгайчиках. Фото зроблене 1911 року та опубліковане у 1913 році в галицькому німецькому календарі

Колоністська політика була продумала до найменших деталей, наприклад, щоб якнайраціональніше використовувати надані колоністам ресурси було заборонено утворювати мішані поселення, тобто в одних місцях поселялись тільки католики, в інших — тільки протестанти. Унтревальден заснували Лютерани Євангелісти Аугсбурського віровизнання. Парафія в Унтервальдені за деякими даними відносилась територіально до Унівського деканату, прямо підпорядковуючись Євангелістській церкві у Львові, яка розмістилась в колишній домініканській церкві св. Урсули (зараз протестантська кірха на початку вул. Зеленої).
Оскільки поселення було невеликим, то довгий час колонія не мала окремого церковного приміщення, молитовний дім діяв в приміщенні школи. Кірху збудували аж в 1910 році в новій частині колонії, що розбудувалась на північ від старих будівель. Це була невелика споруда з готичним шпилем по центрі даху, вікна — загострені арки, в архітектурі будівлі відчувалися риси стриманої готики. Внутрішнє оформлення храму теж було достатньо стриманим, фресок чи іншого оформлення не було, стіни сірого кольору.
У кірсі був орган. Знищений місцевими селянами в 70-80 роках. Місцеві кажуть, що діти розібрали мідні трубки органу на забавки.
Одразу ж при утворенні колонії в Унтервальдені діяла парохіяльна лютеранська школа. Довгий час вона розміщувалася в приміщенні колишнього монастиря. Ця будівля розташовувалась на сучасній вул. Вчительській у Підгайчиках, поруч проживали українці, тому часто їхні діти теж відвідували цю школу.
У 1910-х роках біля кірхи колоністи збудували парафіяльний будинок, у який перенесли і школу. Оскільки попереднє приміщення перебувало в аварійному стані через свій понад столітній вік.

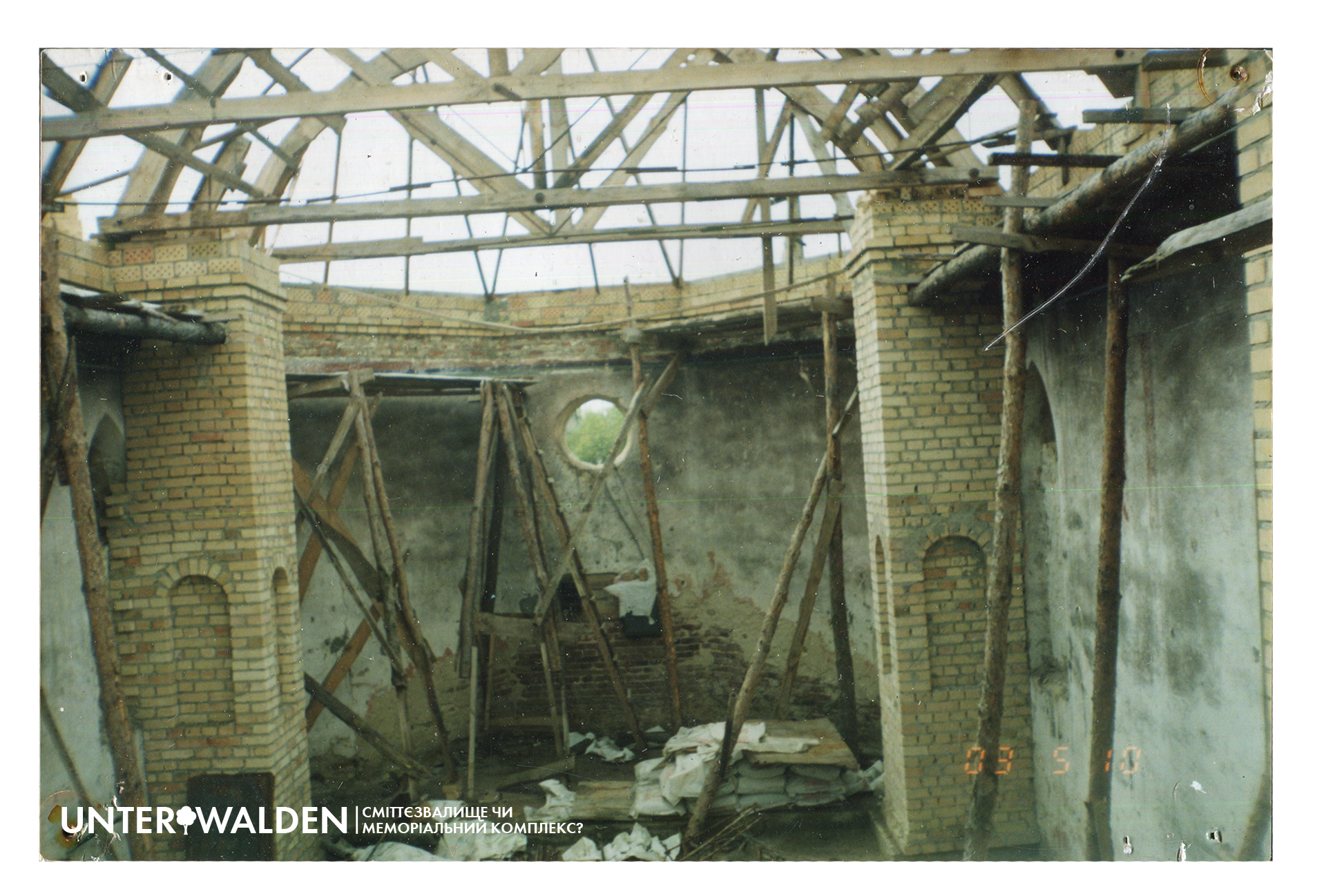
Кірха у часі перебудови

Після розпаду Австро-Угорської імперії лютеранські та євангелістські церкви у Галичині фактично були відірвані від свого колишнього центру у Відні. Їм було запропоновано 2 варіанти: визнати верховенство Варшавської Консисторії Євангелічної церкви Аугсбургського віросповідання в Польщі або ж приєднатись до Об'єднаної Євангелістської церкви у Познані. Проте в 1920 році було прийняте рішення про самостійне функціонування 24 євангелістських лютеранських парафій, серед яких була і церква в Унтервальдені. Нова церква визнавалася владою 2 Речі Посполитої, мала свого керівника, яким спочатку був Hermann Fritsche, а потім Theodor Zöckler.
Майже 10 років після репатріації німців кірха стояла зачиненою. Коли в селі в 1949 році утворили колгосп, це приміщення почали використовувати для складу спочатку мінеральних вод, які виготовляли у цеху поблизу. Після того, як припинилось виробництво вод у приміщенні кірхи зберігали мінеральні добрива, що негативно вплинуло на її стан. (На фото ліворуч видно як постраждала південна стіна з круглим вікном). Книги записів з кірхи знаходяться у Головному архіві давніх документів у Варшаві (Archiwum Główne Akt Dawnych w Warszawie)
У 2000 році місцева громада УПЦ КП розпочала масові роботи з перебудови шпильової кірхи на купольну церкву східного (православного або візантійського) стилю. Зараз храм п'ятикупольний. Роботи були закінчені у 2011 році, 15 травня того ж року храм було освячено.

## Особистості
Karl HÖFNER, народився 24 лютого 1907 року в Унтервальдені.
Батьки: Jakob HÖFNER (народився в Merow 17 лютого 1869, переїхав в Унтервальден) та Karoline GRÄF (народилася 10 грудня 1876 в Унтервальдені).
Був одружений з Karoline JUNG, у них було двоє дітей: Marie — народилась 22 грудня 1933 року та Jakob — народився 10 червня 1937 року.
Мав брата Johann HÖFNER, який народився 11 грудня 1898 року в Унтервальдені, був одружений з Karoline Hirschfeld.
Жив на сучасній вул. Вчительській (зараз на цьому місці вже новий будинок родини Чирик-Кінаш). Вся сім'я HÖFNER була репатрійована 1939 року до Німеччини.

## Репатріація німців до Райху

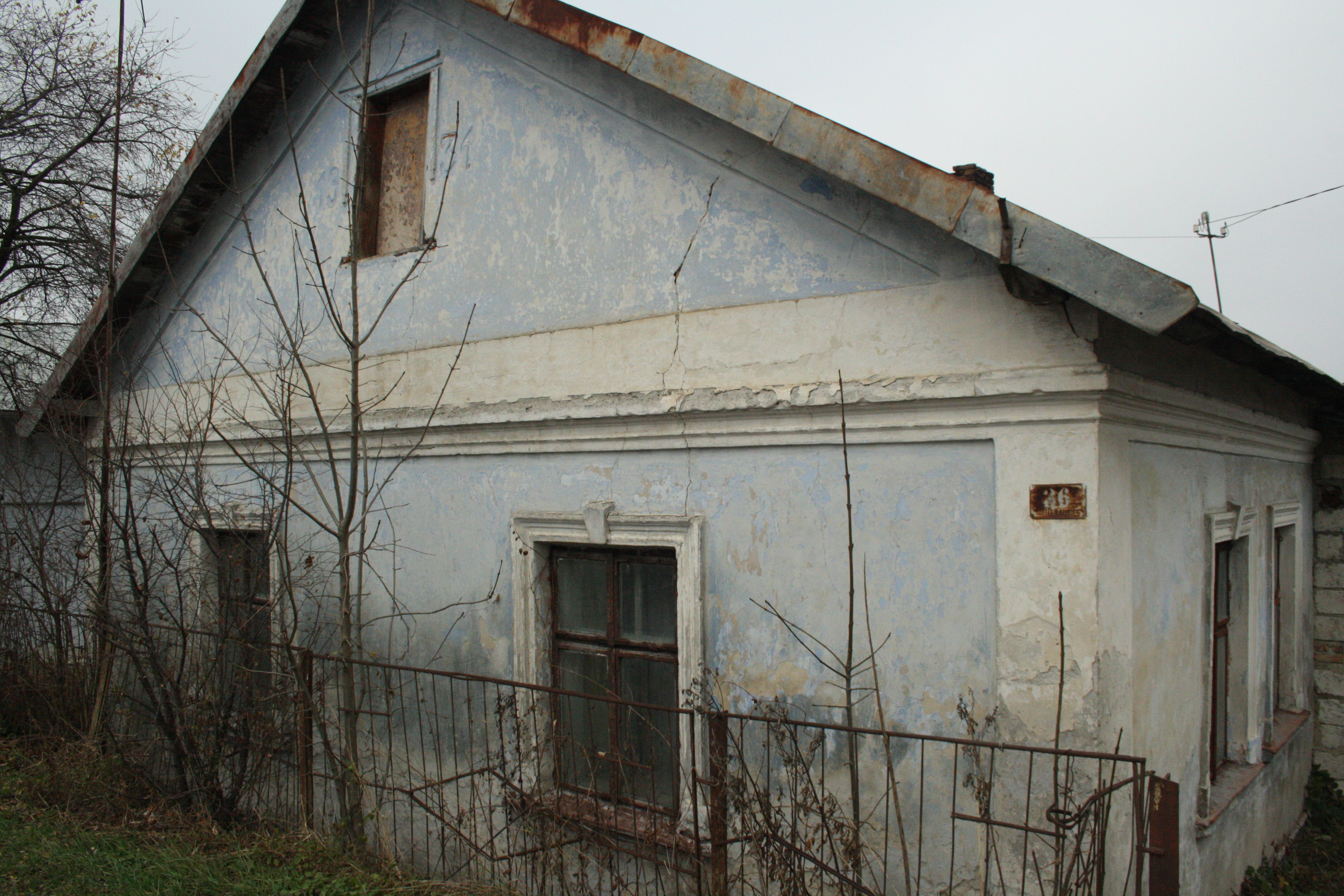
Будинок німця Карла Рупенхала в Унтервальдені

Репатріація німців до Райху, згідно з пактом Молотова — Ріббентропа, почалася в грудні 1939 року і тривала до квітня 1940-го. Тоді з Галичини виселили близько 60 тисяч німців. Їхні поселення часто ставали новою домівкою для переселених із різних земель українців.

## Сучасність

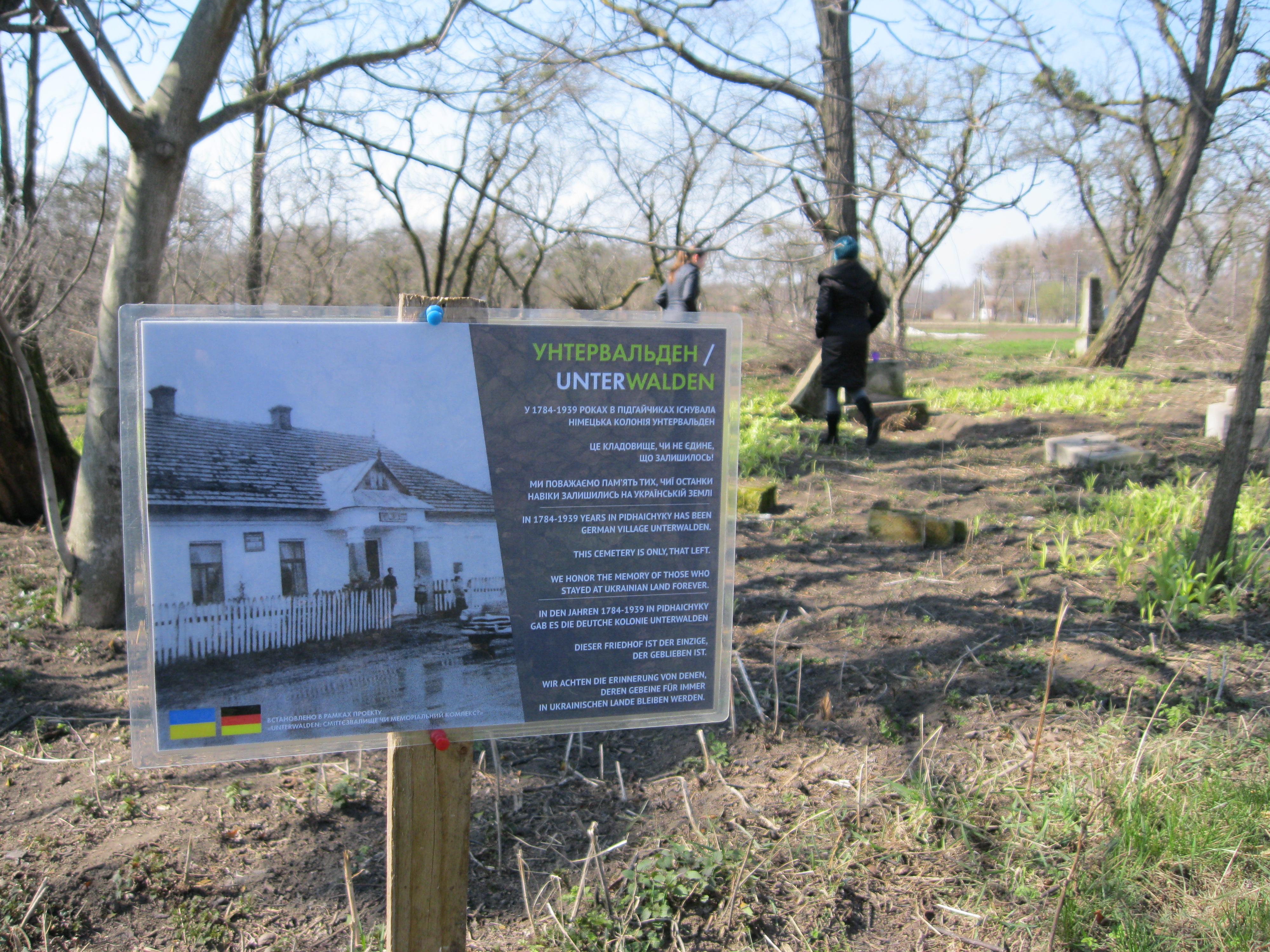
Кладовище після першої толоки

У березні 2016 року на території німецького кладовища було проведено весняну толоку, яка стала поштовхом до реалізації проекту «Унтервальден: сміттєзвалище чи меморіальний комплекс?»
Окрім впорядкування цвинтаря, в межах проекту активісти планують здійснити опис та облік усіх німецьких будинків у селі. Також вони намагаються пояснити односельцям потребу реставрувати, а не руйнувати історичну забудову. Для учнів місцевої школи передбачена культурно-просвітницька програма: відкриті уроки-презентації проекту та екскурсії вулицями колишньої колонії.
Влітку 2016 у Підгайчиках планують провести конференцію, на якій історики та етнографи зможуть висвітлити свої здобутки у дослідженнях історії німецьких колоній на Галичині. А на місці цвинтаря, за сміливим задумом молоді, постане справжній меморіальний комплекс, який відкриють фестивалем німецької та української культури вже у вересні.